# 莉莉·兰特里
艾米丽·夏洛特·兰特里（Emilie Charlotte Langtry，原姓Le Breton；1853年10月13日—1929年2月12日），以莉莉·兰特里（Lillie Langtry、Lily Langtry）、泽西莉莉（The Jersey Lily）之名为后人熟知，是一名英国社交名媛、演员、制片人。
她出生于泽西，结婚后搬到伦敦，以美貌著称于当时的社交圈，曾和阿尔伯特·爱德华、第一代米爾福德黑文侯爵路易·亞歷山大·蒙巴頓等人传出绯闻。1881年她成为演员，出演过多部英国、美国电影，后来自己开了工作室。

## 生平

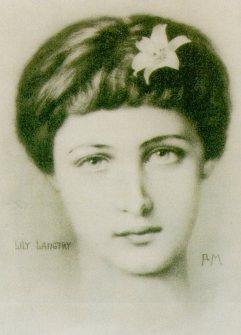
莉莉·兰特里，法兰克·迈尔斯绘

她出生于1853年，“莉莉”是她的小名，是家中七个孩子里的老六及唯一的女孩。她的女家庭教师发现她难以管教，最后她只好由她的哥哥们带大。